# Temple du Lotus
Le Temple du Lotus, situé à Bahapur, un faubourg sud de Delhi, en Inde, est une des 8 principales maisons d’adoration bahá’ies. Il est considéré comme le 'Temple-mère' d’Asie du Sud. C’est un monument qui se veut ouvert à toutes les croyances. Indépendamment de son caractère religieux, cette remarquable œuvre architecturale a reçu de nombreux prix.

## Construction
Sur un terrain acquis en 1953, l’architecte iranien Fariborz Sahba, construit pour l’Association bahá’ie indienne un temple en forme de fleur de lotus, un symbole de pureté indissociablement  liée à l’esprit religieux en Inde. Le chantier est ouvert en 1980 et, le 24 décembre 1986, l’édifice est officiellement consacré au Dieu Un, à l’Unité de la Religion et de l’Humanité. 

## Description

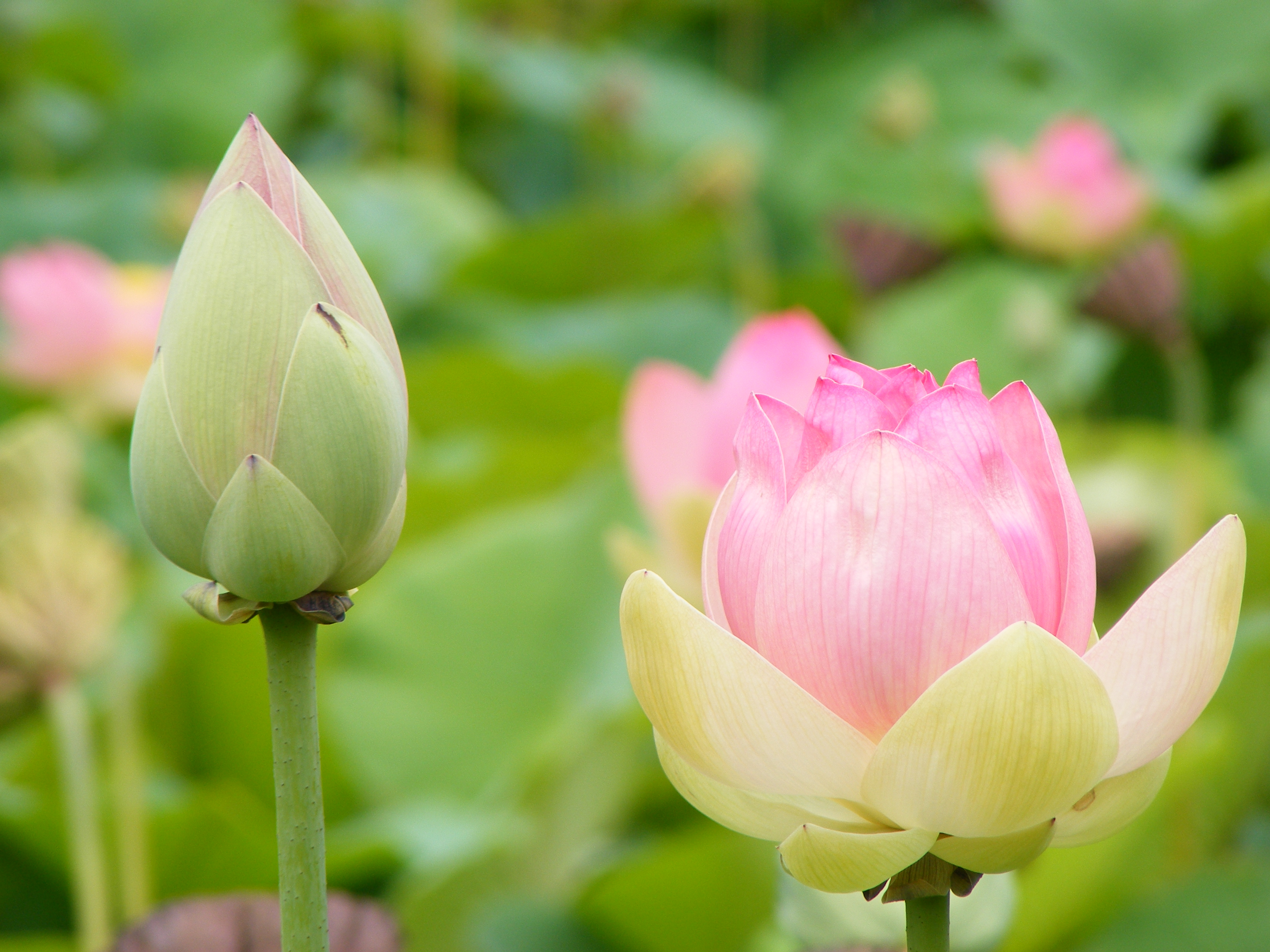
Deux fleurs de lotus, l’une fermée l’autre ouverte

Conçue comme une fleur de lotus à peine entrouverte, l’œuvre comprend 27 pétales sur 9 côtés (chiffre symbolique important pour la foi bahá’ie), recouverts de marbre. L’intérieur est principalement un vaste auditoire permettant des assemblées de plus de 1 300 personnes. Seules les saintes écritures de la foi bahá’ie et des autres Révélations divines antérieures peuvent être publiquement lues ou récitées dans cette grande salle de prière. Aucun rituel religieux ne peut y être accompli. Tout y porte à la méditation silencieuse personnelle. Comme se dessinent certaines obédiences qui peuplent l’Inde telles Auroville, le temple se veut ouvert à toutes les religions.
Sous les pétales extérieurs se trouvent les pièces annexes : réception, bibliothèque, salles d’expositions ou de conférences. Autour du bâtiment, neuf pièces d’eau recréent le cadre habituel du lotus, une fleur d’étang. Des jardins à la Le Nôtre conduisent au Temple légèrement surélevé, donnant au bâtiment une perspective fort dégagée.

## Visiteurs
Depuis son ouverture en décembre 1986 le Temple du Lotus reçoit de très nombreux visiteurs, indiens et étrangers, touristes comme pèlerins, hommes et femmes de croyances et religions différentes. Il reçoit en moyenne quatre millions de visiteurs par an, surtout durant la saison des festivals hindous.